# Euphorbia melanohydrata
Euphorbia melanohydrata är en törelväxtart som beskrevs av Gert Cornelius Nel. Euphorbia melanohydrata ingår i släktet törlar, och familjen törelväxter. Inga underarter finns listade i Catalogue of Life.